# Nanatsu no Umi no Tico
Nanatsu no Umi no Tico (七つの海のティコ, Nanatsu no Umi no Tiko; traduzido como Tico dos Sete Mares) é uma série de anime japonesa de 1994.

## Produção

### Estúdio da animação
Nanatsu no Umi no Tico foi produzido pelo estúdio de animação japonês Nippon Animation entre 16 de janeiro de 1994 até 18 de dezembro de 1994.

### Transmissão
Nanatsu no Umi no Tico foi transmitido pelo canal de TV japonês Fuji TV em 1994.

## Enredo
Nanami Simpson é uma ruivinha que vive com seu pai após a morte de sua mãe.  Seu pai é um biólogo marinho e por isso ambos viajam em um barco, cujo nome é Peperonchino, o senhor Scott Simpson viaja em busca de um tipo de baleia chamada "baleia luminosa".  Quando encontra os ossos e os restos desta espécie, ele fica muito desapontado e muda sua missão.  Agora trabalhará para cuidar e preservar estas criaturas.  Nanami fica amiga de uma baleia orca que se chama Tico.  Juntos viajam através dos mares, descobrindo suas maravilhas infinitas e apreciando-as.  Com o tempo, Nanami aprende a respirar em baixo das águas, o que surpreende seu pai.  No entanto um dia, a vida de Nanami fica em perigo quando chega perto do afogamento.  Uma baleia "brilhante" salva a vida de Nanami, e o desejo de seu pai de ver esta espécie, se cumpre enfim.

## Episódios
1. O tubarão-branco
2. O pirata do Caribe
3. Os bandidos do Atlântico
4. A perseguição
5. Aventura no Rio
6. A baleia azul
7. Aventuras no fundo do mar
8. O tesouro
9. A caverna secreta
10. Viajando no continente
11. Princesa por uma noite
12. Uma família infeliz
13. Um dia ruim
14. Bem-vindo, Al!
15. Uma ilha para salvar
16. Uma grande notícia
17. Tico se torna mãe
18. Um namorado para Cheryl
19. A plataforma de petróleo
20. A rota para o norte
21. A cobra e a baleia
22. O mistério do iceberg
23. Adeus Tico
24. O canto da baleia
25. Visita ao Japão
26. Tia de Nancy
27. O navio fantasma
28. Operação polvo
29. A ilha de borboletas
30. Aventura na Austrália
31. A ilha deserta
32. O mar de latimeria
33. O monstro brilhante
34. Içar as velas!
35. A última possibilidade
36. A baleia brilhante está em perigo!
37. A fortaleza da Antártida
38. Nós libertamos a baleia!
39. A baleia brilhante[carece de fontes?]

## Equipe
Diretor da série: Jun Takagi
Roteiro:
- Aya Matsui
- Hideki Mitsui
- Mamiko Ikeda
- Noriyuki Aoyama
- Tôru Nobuto

Encenação:
- Ayumi Chibuki
- Ayumi Tomobuki
- Jun Takagi
- Kôzô Kuzuha
- Shinichi Tsuji
- Sunao Katabuchi
- Takuya Inagaki
- Tsuyoshi Kaga
- Waruro Suzuki

Diretores do episódio:
- Ayumi Tomobuki
- Jiro Fujimoto
- Kôzô Kuzuha
- Nobuya Hanai
- Shinpei Miyashita
- Shinya Hanai
- Takuya Inagaki

Música: Hibiki Mikazu, Kyô Saneai
Criação original: Akira Hiro
Design de personagem Akiko Morikawa, Satoko Morikawa
Diretor de arte: Shigeru Morimoto
Diretor de animação:
- Azumayami Sugiyama
- Ei Inoue
- Katsu Ôshiro
- Kôichirô Saotome
- Masaru Oshiro
- Toyomi Sugiyama
- Yoshiharu Sato

Diretor de som: Sadayoshi Fujino
Diretor de fotografia: Toshiaki Morita
Produtor executivo: Kôichi Motohashi
Produtores: Akio Yogo, Yoshihiro Suzuki (Fuji TV)
Arte do layout: Kazue Itô
Edição: Hiroshi Meguro, Shinichi Natori
Chave da animação:
- Chie Uratani
- Hideaki Maniwa
- Jun Uemura
- Kazunobu Hoshi
- Kazutaka Ozaki
- Ken'ichi Hara
- Kenichi Yamaguchi
- Masaharu Tada
- Masaru Oshiro
- Nagisa Miyazaki
- Noboru Takano
- Norifumi Kiyozumi
- Shinji Morohashi
- Shunji Saida
- Tadashi Hiramatsu
- Takamitsu Kondou
- Takayo Nishimura
- Tetsuya Ishikawa
- Toshiki Yamazaki
- Toshiya Washida

Planejamento: Kenji Shimizu (Fuji TV), Shoji Sato (Nippon Animation)
Criação da corporação: Sunao Katabuchi
Som: Toshiaki Morita
Efeitos de som: Akihiko Matsuda
Arranjo do tema musical: Mayumi Shinozuka
Composição do tema musical: Osamu Tozuka
Letras do tema musical: Chiho Seikô
Performance do tema musical: Arisu Satô

## Elenco
- Nanami Simpson com a voz de Megumi Hayashibara.
- Scott Simpson com a voz de Shūichi Ikeda.
- Metal Claw com a voz de Daisuke Gōri.
- Topia com a voz de Akiko Yajima.
- Enrico com a voz de Bin Shimada.[4]

## Música
Tema de abertura
- Sea loves you (O mar te ama)

Letras de: Chiho Seiko
Composição de: Osamu Tozuka
Arranjo de: Arisu Sato
Canção de: Mayumi Shinozuka
Tema de encerramento
- Twinkle Talk (Conversa Cintilante)

Letras de: Chiho Seiko
Composição de: Osamu Tozuka
Arranjo de: Arisu Sato
Canção de: Mayumi Shinozuka